# Oestrich (Iserlohn)

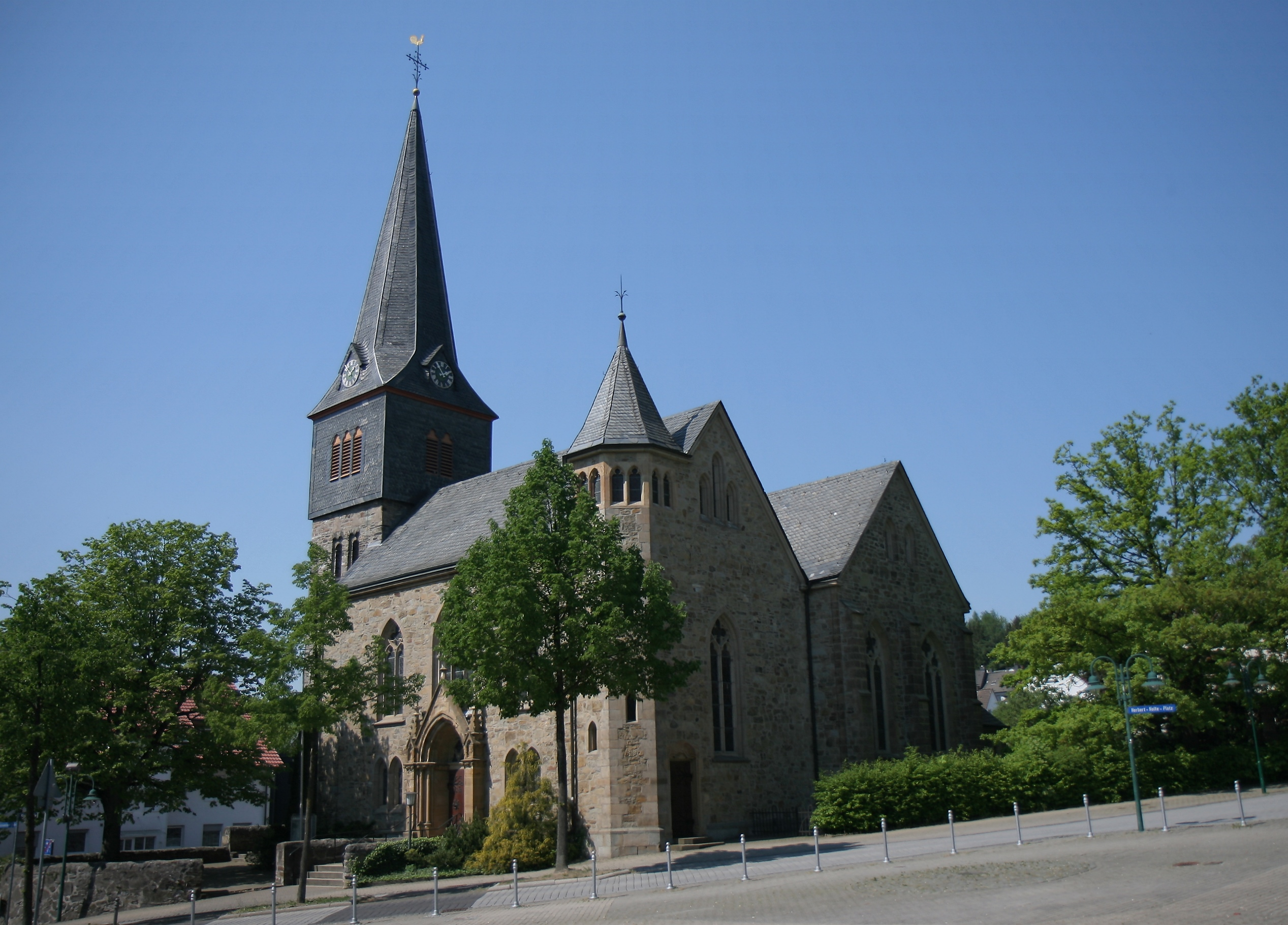
Neugotische evangelische Dorfkirche

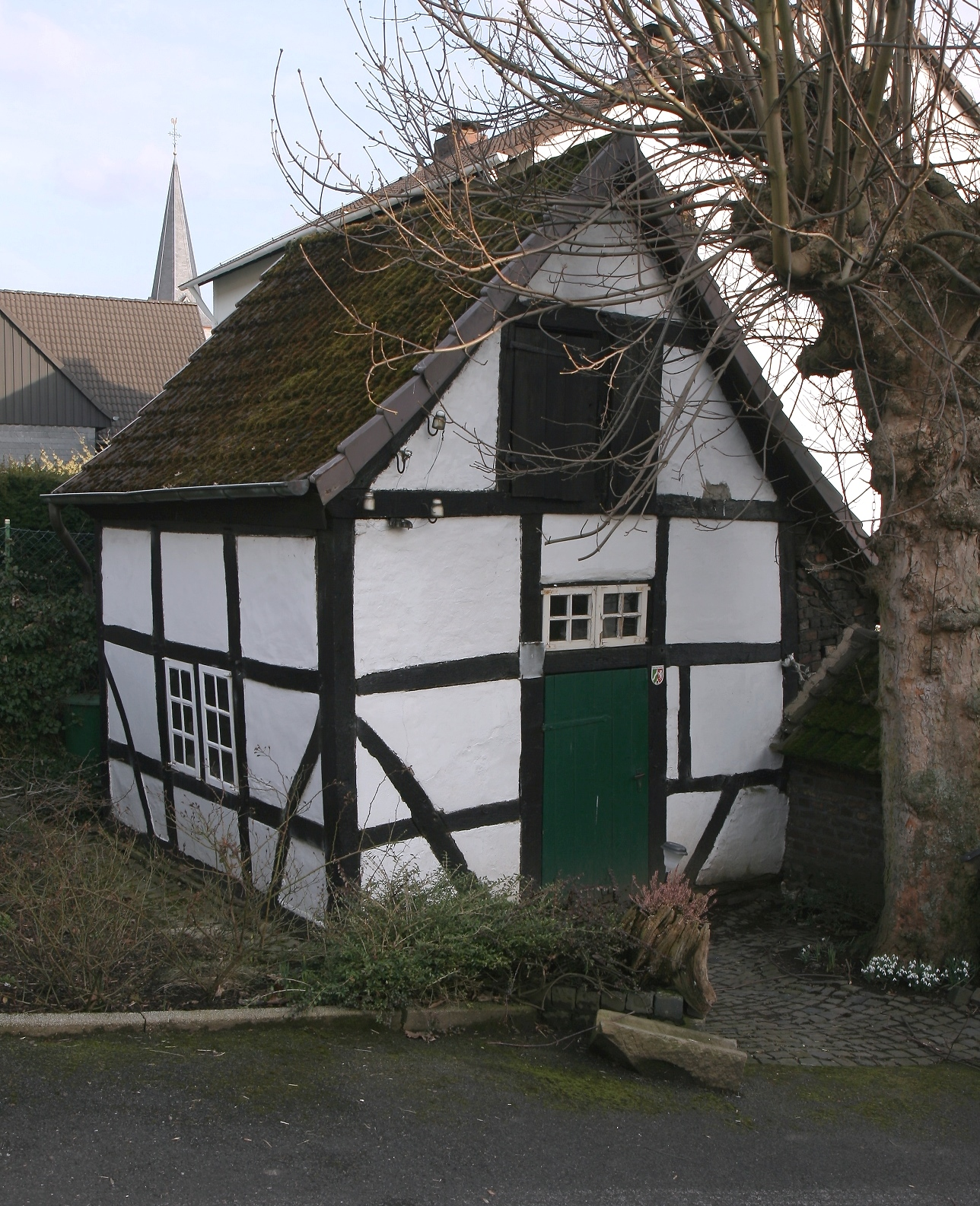
Kettenschmiede Teves

Oestrich ist ein Stadtteil von Iserlohn in Nordrhein-Westfalen, Deutschland. Die Stadt Iserlohn mit ihrem Stadtteil Oestrich liegt im Nordwesten des Sauerlandes und gehört zum Märkischen Kreis. Ende 2024 hatte Oestrich rund 2900 Einwohner.

## Gliederung
Oestrich gliedert sich in ein Unterdorf und ein Oberdorf. Das Unterdorf (Postleitzahl 58642) erstreckt sich in West-Ost-Richtung vom Flemebach an der Grenze zu Letmathe bis zur Schleddestraße bzw. An der Stennert. Das Oberdorf, erkenntlich an der Postleitzahl 58644, schließt in West-Ost-Richtung an das Unterdorf an und reicht bis an die Ortsteilgrenze zu Dröschede auf Höhe der Straße Kuhlenstück bzw. entlang der Hochpspannungs-Stromleitung.
Im Norden wird der Ortsteil durch die A46 begrenzt. Nördlich daran schließt die Grürmannsheide an. In südlicher Richtung verläuft die Grenze zwischen Oestrich und dem Ortsteil Untergrüne im Bereich zwischen Willi-Vieler-Stadion und der Bahnstrecke Letmathe – Iserlohn.

## Geschichte
Zahlreiche steinzeitliche Fundstellen, an mehreren Stellen in Grürmannsheide, auf dem Burgberg und in den Höhlen im Grüner Tal und Lennetal, zum Beispiel die heute zerstörte Martinshöhle, lassen auf eine Besiedelung der Gegend schon vor über 40.000 Jahren schließen. Auf dem Burgberg befindet sich eine Wallanlage, die zumindest in die nachkarolingische Zeit datiert. Spekulationen eines Heimatforschers, dass diese Anlage älter ist oder gar eine Kultstätte gewesen sei, sind archäologisch und durch Schriftquellen nicht beweisbar. Am Fuße des Burgbergs, unterhalb des Felsens Pater und Nonne, wurde ein spätantiker Goldschmuck (Hals- und Armreifen) aus dem 4. Jahrhundert entdeckt.
In der „Großen Vogteirolle“ über das Stift Essen des Grafen von Isenberg-Altena wurde Oestrich erstmals erwähnt als „Cometia Osteric“ (Freigericht Oestrich). Diese Schrift ist datiert auf den Zeitraum von 1220 bis 1250 n. Chr.
An verkehrsgünstiger Stelle gelegen, nahe dem Kreuzungspunkt zweier Reichswege, blühte das kleine Bauerndorf wohl auf, wurde aber auch immer wieder durch Kriegseinflüsse und Krankheiten stark zurückgeworfen. Im Dreißigjährigen Krieg überlebten nur sieben Einwohner eine Pestepidemie im Jahre 1636 und pflanzten einer Legende nach zum Dank sieben Linden am Eingang zum Friedhof „Am Lindenplatz“.
Bis 1808 gehörte Oestrich zur Grafschaft Limburg. Nach der Gründung des Kreises Iserlohn 1815 wurde die Gemeinde Oestrich mit den Nachbargemeinden Letmathe, Elsey, Limburg und Reh zum Amt Limburg zusammengeschlossen. 1868 wurde beim Bau der Bahnstrecke Letmathe–Fröndenberg im Grüner Tal die Dechenhöhle entdeckt. 1903, als die Gemeinden Limburg und Elsey zur Stadtgemeinde Hohenlimburg zusammengeschlossen wurden, bildete Oestrich mit Letmathe zusammen das Amt Letmathe-Oestrich.
Im Jahr 1921 wurde das Amt aufgelöst, und Oestrich bildete mit der Gemeinde Lössel (bisher im Amt Hemer) das Amt Oestrich. Am 1. Oktober 1956 vereinigte sich das Amt Oestrich mit dem inzwischen zur Stadt ernannten Letmathe zur neuen Stadt Letmathe. Dabei mussten bedeutende Teile der Gemeinde Oestrich an die Stadt Iserlohn abgetreten werden (Gerlingsen, Hombruch, Iserlohner Heide, Barendorfer Bruch). Am 1. Januar 1975 wurde Letmathe mit Oestrich dann nach Iserlohn eingemeindet.
Beim 24. Landeswettbewerb Unser Dorf hat Zukunft wurde Oestrich 2012 eine Silberplakette zuerkannt.

## Kirchengemeinden
Die katholische Kirchengemeinde gehört zum Dekanat Märkisches Sauerland. Die evangelische Kirchengemeinde gehört zum Kirchenkreis Iserlohn.

### Evangelische Kirchengemeinde Oestrich-Dröschede
Die Evangelische Kirchengemeinde umfasst die Ortsteile Oestrich und Dröschede. Nach dem Abriss der Adventskirche Dröschede ist die nunmehr einzige Kirche die Oestricher Kirche. Die derzeitige Kirche wurde Anfang des 20. Jahrhunderts auf den Resten einer mindestens seit ca. 800 Jahren dort bestehenden Kirche neu erbaut. Fresken der alten Kirche wurden beim Neubau entdeckt. Ab 1560 wurde unter der Herrschaft der Neuenahrer Grafen die Reformation eingeführt. Es folgte ein lang andauernder Streit um das lutherische oder reformierte Bekenntnis. Über die Zugehörigkeit zur Iserlohner lutherischen Kirche gab es ebenso heftigen Streit, der 1637 sogar zum Einsatz von Soldaten führte, um dem Iserlohner Pfarrer Varnhagen zu ermöglichen, in Oestrich zu predigen. Ab 1729 garantierte Preußen den Limburger Grafen das Patronatsrecht zu. Seit 1845 gehörten die evangelischen Christen im ansonsten katholischen Letmathe zur Ostricher Gemeinde, erst 1875 erhielt Letmathe eine eigene evangelische Kirchengemeinde.
Die alte Kirche wurde 1906 mit Ausnahme eines Turmes, dessen älteste Teile aus dem 12. Jahrhundert stammen, abgerissen. 1908 konnte dann an selber Stelle die neue Kirche eingeweiht werden.
1946 richtete die Kirchengemeinde einen Kindergarten ein. 1960 schließlich wurde das Gemeindehaus in Betrieb genommen. Seit 2007 gehören die evangelischen Gemeindeglieder im Ortsteil Dröschede zur Oestricher Gemeinde. Für beide Ortsteile zusammen gibt es drei Pfarrerinnen und Pfarrer. Eine aus Anlass des 100. Jubiläums des Kirchenbaus 2008 erstellte Gemeindechronik nennt weitere Daten aus der Geschichte.

### Katholische Kirchengemeinde „Mariä Himmelfahrt“ Oestrich
Nachdem sich Mitte des 19. Jahrhunderts nach der Reformation – Oestrich war im Laufe des 16. Jahrhunderts protestantisch geworden – wieder Katholiken in Oestrich angesiedelt hatten, wurde am 1. Juli 1914 auf Wunsch des Bischofs von Paderborn, Karl Joseph Schulte, die Missionspfarrei Oestrich gegründet. Diese wurde von der Mutterpfarrei St. Kilian in Letmathe betreut. Am 21. September 1917 weihte Weihbischof Hähling von Lanzenauer die neu erbaute Kirche der Gottesmutter Maria. Das erste Hl. Messopfer in der neuen Kirche wurde von Kaplan Friedrich Meckel, einem Sohn der Oestricher Gemeinde und späteren Pfarrer von St. Kilian und Dechanten, dargebracht. Nachdem die Kirche im April 1942 einen verheerenden Bombentreffer erlitten hatte, gewährte die evangelische Gemeinde großzügig Gastrecht. Im Kriegsjahr 1942/43 wurde die Kirche provisorisch aufgebaut und 1964 grundlegend umgestaltet.
Den quadratisch angelegten 45 m hohen Turm krönt heute ein pyramidenförmiger verkupferter Turmhelm von 15 m Höhe, auf dem sich auf einer Kugel ein 3,50 m hohes Kreuz befindet. Am 1. April 1953 erhob der Erzbischof von Paderborn, Lorenz Jaeger, die Missionspfarrei Mariä Himmelfahrt zur ordentlichen Pfarrei. Im Februar 2002 errichtete der Erzbischof von Paderborn, Johannes Joachim Kardinal Degenhardt, den Pastoralverbund Letmathe. Als letzter katholischer Priester der Gemeinde wurde Pfarrer Helmut Malorny am 25. Januar 2015 feierlich in einer Festmesse in den Ruhestand verabschiedet.

## Veranstaltungen
In Oestrich lebte 1988 die alte örtliche Tradition der sogenannten „Appeltatenkirmes“ wieder auf. Diese wurde bis 2013 jedes Jahr im August veranstaltet. „Appeltaten“ (Apfeltaschen) sind ein Hefeteiggebäck.

## Sportvereine
Der Fußballverein FC Iserlohn 46/49 ging 2012 aus den Sportfreunden Oestrich-Iserlohn und der Fußballabteilung der TuS Iserlohn hervor und spielt in der Fußball-Westfalenliga. Die Spiele werden im Willi-Vieler-Stadion in Oestrich und im Hembergstadion in Iserlohn ausgetragen.

## Verkehr
Oestrich ist an die A46 über die Abfahrt IS-Oestrich und die Bundesstraße 236 angebunden.
Im Ortsteil Untergrüne befindet sich der nächstgelegene Bahnhof Letmathe-Dechenhöhle. Der nächstgrößere Bahnhof ist der Bahnhof Letmathe mit Anschluss an die Ruhr-Sieg-Strecke.
Durch Oestrich fahren die Buslinien 6, 15 und 16 sowie Schulbuslinien der Märkischen Verkehrsgesellschaft.

## Persönlichkeiten

### Söhne und Töchter des Ortes
- Gerhard Rödding (1933–2024), evangelischer Theologe und nordrhein-westfälischer Politiker (CDU), von 1980 bis 1987 Mitglied des Landtags von Nordrhein-Westfalen
- Dietrich Liesenhoff[12] (1836–1905), Unternehmer und Spediteur, von 1876 an Gemeindevorsteher und Standesbeamter